# Любовь перед завтраком
«Любовь перед завтраком» (англ. Love Before Breakfast) — кинофильм режиссёра Уолтера Лэнга, вышедший на экраны в 1936 году. Экранизация романа Фэйт Болдуин «Ужин старой девы» (англ. Spinster Dinner).

## Сюжет
Успешный бизнесмен Скотт Миллер влюблён в молодую женщину Кэй Колби, которая стойко отвергает его ухаживания. Чтобы «расчистить» себе путь, Скотт устраивает жениха Кэй Билла на престижную должность в Японии, а свою невесту графиню Кампанеллу отправляет на отдых в Гонолулу. Скотт, поддерживаемый матерью девушки, приступает к активным действиям, появляясь буквально везде, куда приходит Кэй, — в баре, на приёмах, в магазине. Постепенно та привыкает к ухажёру и формально принимает его предложение, однако на этот раз уже он устраивает разрыв, не желая отношений без любви. Теперь уже Кэй вынуждена искать встречи со Скоттом...

## В ролях
- Кэрол Ломбард — Кэй Колби
- Престон Фостер — Скотт Миллер
- Сизар Ромеро — Билл Уодсворт
- Джанет Бичер — миссис Колби
- Бетти Лофорд — графиня Кампанелла
- Ричард Карл — Бринкерхофф
- Форрестер Харви — главный стюард
- Джойс Комптон — Мэри Ли
- Берт Роуч — хозяин вечеринки
- Диана Гибсон — секретарь
- Деннис О'Киф — мальчик из колледжа